# Werthenbach
Werthenbach ist ein Stadtteil von Netphen im Kreis Siegen-Wittgenstein in Nordrhein-Westfalen mit 812 Einwohnern (30. Juni 2022).

## Geographie
Werthenbach liegt im Rothaargebirge im östlichen Teil des Siegerlands rund 3 km westsüdwestlich der Lahnquelle. Es befindet sich am Ursprung des Sieg-Zuflusses Werthenbach, der im Dorf durch den Zusammenfluss von Breiten- und Lützelbach entsteht und in Deuz in die Sieg mündet; der Werthenbach ist Namenspate des Dorfs. 
Zu den Bergen rund um den Ort gehören unter anderem Herrchen (569,6 m ü. NN), Hellerkopf (551,8 m), Lahnhofsrücken (590 m) und Eichwald mit (517,2 m). Werthenbach liegt zwischen 380 m und 440 m ü. NN und hat eine Fläche von 9,4 km². 
Nachbarorte von Werthenbach sind im Norden Walpersdorf, im Südosten Rittershausen, im Süden Hainchen, im Südwesten Irmgarteichen, im Westen Helgersdorf und Salchendorf und im Nordwesten Grissenbach und Nenkersdorf.

## Geschichte
Werthenbach ist zwischen 900 und 1300 n. Chr. entstanden und hatte eine bereinigte Gemarkungsgröße von 937 Hektar. Anfang des 18. Jahrhunderts ist ehemals Grenz- und Bannwald, der dem Landesherrn gehörte, den benachbarten politischen Gemeinden angegliedert worden.
Die Ersterwähnungen Werthenbachs sind 1336 Hartmann von Wertinbrecht, 1343 Hartmann von Wertinbracht und 1344 Wernckenbracht. Im Gegensatz zu anderen Netphener Ortsnamen wie Sohlbach oder Beienbach ist das Grundwort im heutigen Namen Werthenbach also „brecht“ und dem Bergnamen „Bracht“ gleichzusetzen. Es findet sich im Rheinischen Schiefergebirge als Bezeichnung für junge Rodeorte wieder.
1343 überließen die Herren von Bicken einen Hauberg den Bewohnern des damaligen Wertinbracht unter der Voraussetzung, dass diese jährlich Rente an das Kloster in Keppel zahlten. Elf Häuser standen 1566 auf dem Grund des Klosters Keppel (man nannte so etwas „Kirchengut“ oder „Pfarrgut“). Um 1900 standen bereits 27 Häuser im Ort.
Einige Flurnamen in Werthenbach erinnern noch an ehemaligen Besitz oder Rechte der Grundherren. Der „Herrenberg“ weist auf früher landesherrliches Eigentum hin. Die Haubergsgenossenschaft, mundartlich genannt „Kloster“, erinnert an den Besitz des Klosters Keppel.
Bis Ende 1968 gehörte der Ort dem Amt Netphen an und wurde bei der zur kommunalen Neugliederung am 1. Januar 1969 ein Ortsteil der neuen Großgemeinde Netphen, seit 2000 ein Stadtteil.

### Einwohnerzahlen
Einwohnerzahlen des Ortes:
| Jahr | Einwohner |
| ---- | --------- |
| 1810 | 159       |
| 1815 | 174       |
| 1818 | 183       |
| 1855 | 224       |
| 1885 | 186       |
| 1895 | 183       |
| 1905 | 164       |

| Jahr | Einwohner |
| ---- | --------- |
| 1910 | 165       |
| 1919 | 198       |
| 1925 | 268       |
| 1929 | 255       |
| 1930 | 271       |
| 1933 | 278       |
| 1939 | 307       |

| Jahr | Einwohner |
| ---- | --------- |
| 1950 | 466       |
| 1954 | 474       |
| 1961 | 515       |
| 1967 | 612       |
| 1984 | 755       |
| 1994 | 869       |
| 2000 | 858       |

| Jahr | Einwohner |
| ---- | --------- |
| 2005 | 853       |
| 2009 | 839       |
| 2012 | 817       |
| 2013 | 809       |
| 2015 | 781       |
| 2017 | 810       |
| 2021 | 781       |

| Jahr | Einwohner |
| ---- | --------- |
| 2022 | 812       |

### Ehemalige Bürgermeister
- nach 1945: Bernhard Steiner († 12. Juli 1993)[12]

## Soziale und öffentliche Einrichtungen
- Ev. Kapelle Werthenbach-Bahnhof (wurde 2013 entwidmet[13])
- Kath. Kapelle Alt-Werthenbach
- Bürgerhaus
- Grillhütte
- Kindergarten
- Alter Sportplatz (Alm)
- Zwei Bolzplätze
- Zwei Kinderspielplätze
- Friedhof mit Kapelle

## Vereine
Werthenbach hat verschiedene Vereine wie z. B. den Männergesangverein Frohsinn Werthenbach e. V., die Musikkapelle Werthenbach e. V., den Kapellenverein Werthenbach oder den Trägerverein Bürgerhaus Werthenbach e. V. und den Verein Faszination Pferd und Mensch e. V.